# Zazá (cantor)
Zazá, nome artístico de Areovaldo Batista da Silva (Nova Aurora, 16 de novembro de 1951 – Ipameri, 12 de julho de 2019), também conhecido como Zazá Brasil, foi um cantor brasileiro, famoso por ter sido o segundo parceiro musical de Zezé Di Camargo, antes deste tornar-se famoso ao lado de seu irmão Luciano Camargo. A história da parceria dos dois, que era conhecida como Zazá & Zezé, tornou-se notória após ser mostrada no filme "2 Filhos de Francisco", de 2005.

## Carreira

### 1979–1985: Zazé & Zezé
A dupla Zazá & Zezé foi formada por volta de 1979 e foi o primeiro trabalho profissional de Zezé Di Camargo, depois da extinção da dupla Camargo e Camarguinho, que formara, ainda criança, com o irmão Emival.
A dupla Zazá e Zezé gravou três discos. O primeiro deles, A Caminho do Além, foi lançado em 1980 pela gravadora Chantecler. Neste LP, eles interpretaram as músicas “Canto, Bebo e Choro”, “Por Favor, Volte Pra Mim”, e “Adeus Maria”, todas de Zazá, “Alma da Terra”, de João do Pinho e Zazá, “Casinha Triste”, de João do Pinho e Zezé di Camargo, “Bandeira Branca”, de Odaés Rosa, “Erro Imortal”, de Sargento Marra, “Chuvas de Maio”, de S. Flores Rivera e Santiago, e “Caminho do Além”, de José Rico e Sargento Marra.
Em 1982, lançaram, pela Chantecler, o segundo LP, Berço do Mundo, no qual interpretaram as músicas “Gosto de Fruta” e “Esperança morta”, de Zezé di Camargo; “Entre o Céu e o Inferno”, de Ourival Siriano e Zezé di Camargo; “Posto da Esquina”, de Zé de Melo e Zezé di Camargo; “Despida na Cama”, de Bandeirante, Ourival Siriano e Zezé di Camargo; “Coração de Ninguém”, de Lourival Siriano e Zezé di Camargo, e “Berço do Mundo”, de Jaci Cardoso e Zazá.
Em 1984, a dupla lançou o seu último disco, o LP Festa dos 15 Anos, também pela Chantecler, com as músicas “Festa dos Quinze Anos”, de Darci Rossi e Marciano, e “Rodovia”, de Danúbio do Prado e Franco Montylla.
Depois, a parceria acabou se dissolvendo.
Em uma entrevista dada em 2017, Zezé contou que passou a usar o sobrenome Di Camargo porque Areovaldo teria registrado o nome Zazá & Zezé sem que ele soubesse.

### Década de 1980–2018: Carreira musical posterior, candidatura e morte
Terminada a parceria com Zezé Di Camargo, Zazá passou a adotar o nome artístico Zazá Brasil, e chegou a gravar alguns discos solo, mas não seguiu com a carreira, embora nunca tenha abandonado a música.
Ainda na década de 1980, ele chegou a se candidatar a vereador em Ipameri, mas a sua verdadeira vocação sempre foi a música.
Nos anos 1990, Zazá se uniu a Maurício Rabelo, e formou a dupla Maurício Rabelo & Zazá Brasil.
Zazá faleceu em 12 de julho de 2019, aos 67 anos. Ele esteve internado por alguns dias em um hospital de sua cidade natal por conta de um câncer no pâncreas. Ele era divorciado e deixou dois filhos.

### Processos contra Zilu Camargo e contra os produtores do filme2 Filhos de Francisco
Em 2005, Areovaldo entrou com uma ação em que pedia indenização contra a esposa de Zezé, Zilu Almeida Godoy de Camargo, com a alegação de que ela teria dito em uma entrevista à revista Chiques e Famosos que ele havia morrido e que isso trouxe transtornos irreparáveis a sua carreira. Areovaldo, porém, perdeu a ação, já que a Justiça entendeu que houve um erro do autor da matéria e que o mesmo foi reparado na edição seguinte da mesma revista, na seção "Gente e Destaques", com o título "Zazá mais vivo que nunca".
Em 2010, ele abriu uma nova ação na Justiça por danos morais contra a Columbia Tristar Filmes do Brasil, a Conspiração Filmes Entretenimento S.A., a Globo Filmes e a Zezé Di Camargo & Luciano Produções Ltda. com a alegação de "distorções sobre sua pessoa no filme 2 Filhos de Francisco". No filme, Zazá aparece como Dudu e, segundo alega na ação, teve sua história contada de forma equivocada, o que lhe trouxe prejuízos para a carreira. A juíza, porém, julgou como improcedente a ação por entender que tratava-se de uma obra de ficção, não havendo obrigação de o filme narrar com exatidão toda a vida da dupla formada por Zezé e seu irmão. "Principalmente em se tratando de filme cinematográfico cuja duração média é de duas horas, sendo impossível retratar em tão pouco tempo duas vidas inteiras".

## Discografia

### comOs Caçulas do Brasil
- 1978 - Os Caçulas do Brasil

### comZezé Di Camargo
36 músicas gravadas
- 1980 - A Caminho do Além (Chantecler)
- 1982 - Berço do Mundo (Chantecler)
- 1984 - Festa dos 15 Anos (Chantecler)

- Participação da dupla nas coletâneas Na Boca do Forno, de 1981, com a música “Erro Imortal”, e Movimento Jovem Sertanejo, também de 1982, interpretando as canções “Força da Fé”, de Itapuã, e “O Imigrante”, de José Fortuna e Paraíso.

### com Maurício Rabelo
- 1992 - Maurício Rabelo e Zazá Brasil[8]